# 長岡市立中島小学校
長岡市立中島小学校（ながおかしりつ なかじましょうがっこう）は、新潟県長岡市にある公立小学校。

## 概要
すべての児童にとって居場所があり、豊かな関わり合いのある学校づくりを目指している。「オアシス はい運動」を全校児童のみならず学区を挙げて行っている。また、「豊かなかかわり合い」活動として、縦割り班活動の実施や新潟県立長岡聾学校との交流を行っている。
校歌は松岡譲が作詞し、石桁真礼生が作曲を担当した。歌詞は3部で構成され、付近を流れる信濃川が盛り込まれている。

## 沿革

### 前史
- 1872年（明治5年）11月2日 - 中嶋町（現：長岡市中島）に校舎を落成し、授業を開始[3]。
- 1880年（明治13年）11月 - 「第七中学区公立第三番小学千手校分校中嶋校」に改称[3]。
- 1901年（明治34年）11月1日 - 「古志郡町立長岡中嶋尋常小学校」に改称[3]。
- 1904年（明治37年）9月27日 - 「古志郡町立長岡中島尋常小学校」に改称[3]。
- 1905年（明治38年）3月31日 - 古志郡町立長岡千手尋常小学校（現：長岡市立千手小学校）と古志郡町立長岡表町尋常小学校（現：長岡市立表町小学校）へ分離（閉校）[3]。

### 開校後
- 1913年（大正2年）4月1日 - 長岡市立中島尋常高等小学校として開校[3][4]。
- 1941年（昭和16年）4月1日 - 国民学校令施行に伴い、「中島国民学校[5]」に改称。
- 1945年（昭和20年）8月1日 - 長岡空襲により校舎が全焼[3]。川崎国民学校（現：長岡市立川崎小学校）へ学校機能を移転し、授業を開始[3]。
- 1946年（昭和21年）3月31日 - 一旦閉校し、表町国民学校（現：長岡市立表町小学校）にて二部授業を開始[3]。
- 1951年（昭和26年）4月1日 - 表町小学校から分離独立し、長岡市立中島小学校として開校[6][3]。
- 1953年（昭和28年）
  - 4月16日 - 長岡市教育放送局を併設[3]。
  - 10月10日 - 校歌と校旗を制定[3]。
- 1955年（昭和30年）10月 - 長岡市教育放送局が移転[7]。
- 1981年（昭和56年）11月7日 - 新校舎落成記念式典を挙行[3]。
- 1991年（平成3年） - 新潟県情報教育研究指定校に指定（2年間）[3]。
- 2000年（平成12年）3月31日 - パソコン教室を設置[3]。
- 2004年（平成16年）10月23日 - 新潟県中越地震発生に伴い、体育館を避難所として開設[3]。
- 2011年（平成23年）4月1日 - 特別支援学級「チャレンジルーム」を開設[3]。

## 教育目標
- あかるく - 思いやりの気持ちをもってかかわり合う子
- かしこく - かかわり合い、主体的に表現する子
- たくましく - めあてをもって、共に健康な体づくりに取り組む子

出典：

## 学区
長岡市の中心部を占めており、西側を信濃川、東側を柿川に挟まれた区域を学区とする。
- 長岡市
  - 日赤町1 - 3丁目、春日1・2丁目、山田1 - 3丁目、信濃2丁目
  - 昭和1丁目（一部）
  - 水道町1 - 5丁目（一部）
  - 中島1 - 4丁目（一部）

出典：

## 進学先中学校
- 長岡市立東中学校（長岡市水道町）[9]

## アクセス

### 鉄道
- 長岡駅（上越新幹線・信越本線・上越線）から約1km

### バス
- 最寄りのバス停（中島小学校前から135m・中島4丁目から291m・中島2丁目から301m）
  - 越後交通（長岡駅前 - 中島・長岡大橋・江陽団地線〈長岡駅前～中島・日赤～江陽団地〉）

## 周辺
- 新潟県立長岡聾学校
- 常盤公園
- 長岡市中島コミュニティセンター